# Ina Paul
Ina Paul (* 16. Dezember 1935 in Berlin) ist eine deutsche Dramaturgin, Schriftstellerin und Lyrikerin.

## Leben
Ina Paul absolvierte von 1955 bis 1959 ein Dramaturgie-Studium an der Deutschen Hochschule für Filmkunst in Potsdam-Babelsberg. Von 1959 bis 1967 wirkte sie als Dramaturgin beim DDR-Fernsehen, unterbrochen von einem zweijährigen Aufenthalt in der nordvietnamesischen Hauptstadt Hanoi, wo sie journalistische Mitarbeiterin des dortigen Rundfunksenders war. Ab 1967 war sie als Dramaturgin im DEFA Studio für Synchron tätig, von 1971 bis 1980 als Chefdramaturgin und von 1980 bis 1990 als  künstlerische Leiterin. Ina Paul lebt in Berlin. 
Nachdem Ina Paul bereits 1968 einen Erfahrungsbericht über ihren Aufenthalt in Nordvietnam veröffentlicht hatte, begann sie in den neunziger Jahren mit dem Schreiben von Romanen, Novellen, Erzählungen, Hörspielen und Lyrik (Sonette).

## Werke
Belletristik
- Mitlesebuch 24. Liebes-Sonette. Aphaia Verlag, Berlin 1996. Art. Nr. 524-1; 2. Auflage 524-2.
- Lieber einen Mann als gar kein Unglück. Roman. Verlag Volk & Welt, Berlin 1997, ISBN 3-353-01079-3.
- Lieber einen Mann als gar kein Unglück. Roman. Vollständige Taschenbuchausgabe, Verlag Droemer Knaur, München 1999, ISBN 3-426-65153-X.
- Mitlesebuch 58. Sonette. Aphaia Verlag, Berlin 2000. Art. Nr. 558-1; 2. Auflage 558-2.
- Auf und davon. Roman. Konkursbuch-Verlag, Tübingen 2004, ISBN 3-88769-701-4.
- In mir und um mich wolkenwarme Nässe. Erotische Sonette. Konkursbuch-Verlag, Tübingen 2006, ISBN 978-3-88769-355-8.
- Vertrackte Liebe! 14 Sonette. Verlag Wohlleben, Hamburg 2007, ISBN 978-3-88159-068-6 (Meiendorfer Drucke; 57).
- Damals in Hanoi im Jahr des Tigers. Drei Novellen. Konkursbuch-Verlag, Tübingen 2009, ISBN 978-3-88769-383-1. (1. Titel-Novelle, 2. Rückkehr nach Verona, 3. Leipzig, noch ehe der Hahn dreimal gekräht haben wird.)
- Im freien Fall - 14 Kapitel aus (m)einem Leben. Roman. Konkursbuch-Verlag, Tübingen 2014, ISBN 978-3-88769-791-4. Auch als E-Book erhältlich.
- Mitlesebuch 139. Sonette. Aphaia Verlag. Berlin 2015. Art. Nr. 5139-1; 2. Auflage 5139-2.

Hörspiele
- Aus und vorbei. Radio-Monolog. SFB (Sender Freies Berlin) 1996.
- Ich hab dich lieb! Radio-Monolog. CD, One World Music 2002.

Sachbuch
- Trotz Taifun wächst der Bambus. In Vietnam erlebt. Brockhaus Verlag, Leipzig 1968 (Mitverfasser Herbert Landmann).